# Château de Walden
Pour les articles homonymes, voir Walden.
Le château de Walden est un château médiéval de l'Essex, en Angleterre, construit pendant l'anarchie du XIIe siècle. Il ne reste aujourd'hui que le noyau en ruine de la structure.

## Histoire
Le château de Walden est construit dans la ville de Saffron Walden dans l'Essex au début de la guerre civile connue sous le nom d'Anarchie par Geoffroy de Mandeville, la plupart des travaux ayant eu lieu entre 1141 et 1143. C'est l'un des nombreux châteaux construits par de Mandeville pour renforcer son pouvoir dans la région. Le château se dressait sur un point culminant naturel de la ville et possédait un donjon normand carré et un mur d'enceinte, formant une fortification importante. Geoffroy de Mandeville est arrêté dans des circonstances douteuses par le roi Étienne en 1143 et reçoit l'ordre de remettre ses châteaux, dont Walden ; de Mandeville accepte initialement, mais revient sur l'accord une fois publié et lance une campagne militaire contre les bastions du roi dans le Cambridgeshire dans le but de libérer la route vers le sud jusqu'à Walden. Geoffrey de Mandeville meurt lors d'un siège l'année suivante (à Burwell), n'ayant toujours pas récupéré Walden.
Henri II ordonne que le château, dont le donjon est probablement encore inachevé, soit démantelé en 1157. Selon l'historien Sidney Painter, c'est l'un des au moins 21 châteaux démolis sur les instructions d'Henri II.
Les rues de Saffron Walden sont façonnées par les contours de la cour du château. Il ne reste que le noyau en ruine du château, la plupart des pierres ayant été réutilisées au cours des siècles qui ont suivi ; le château est un monument classé et un bâtiment classé Grade I.